# Vsauce

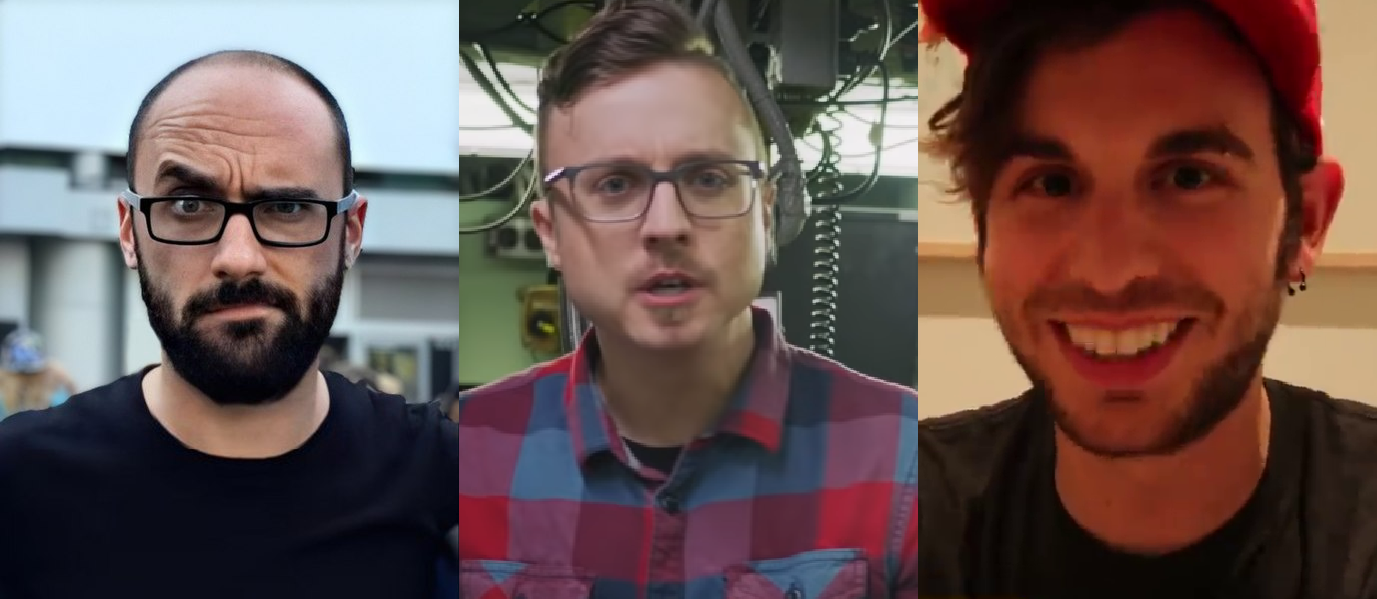
Michael Stevens (Vsauce), Kevin Lieber (Vsauce2), a Jake Roper (Vsauce3).

Vsauce je značka, pod níž vysílá několik YouTube kanálů, které vytvořila internetová celebrita Michael Stevens, známý také jako „bald science man“. Tyto kanály jsou známé především tvorbou videí s vědeckými tématy, ale zaměřují se též na hry, technologie, kulturu a další témata obecného zájmu.

## Historie
30. července 2007 byla na YouTube registrována přezdívka Vsauce neznámým člověkem, který tento účet nevyužíval. 24. června 2010 založil Michael Stevens hlavní Vsauce kanál. Původně se zaměřoval na videohry a videa moderovali různí lidé. Nicméně začala převažovat určitá videa jako „IMG!“ a Michael Stevens se stal jediným moderátorem. Postupně začala být populární hlavně vzdělávací videa, která se od 9. září 2012 stala jedinou náplní kanálu. V prosinci 2010 byly spuštěny nové kanály Vsauce2 (7. prosince) a Vsauce3 (24. prosince). V září 2012 Vsauce dosáhl jednoho milionu odběratelů.

## Statistiky
Aktuální k 26. listopadu 2020.
| Kanál          | Počet odběratelů | Počet zhlédnutí | Ref.   |
| -------------- | ---------------- | --------------- | ------ |
| Vsauce         | 16 200 000       | 1 928 922 693   | [ 7 ]  |
| Vsauce2        | 4 270 000        | 635 874 612     | [ 9 ]  |
| Vsauce3        | 3 970 000        | 462 671 632     | [ 10 ] |
| vsauceLEANBACK | 70 600           | 20 244 582      | [ 11 ] |
| WeSauce        | 164 000          | 4 521 535       | [ 12 ] |
| Vsauce Radio   | 2 630            | N/A             | [ 13 ] |